# Knävland i Påläng
Knävland i Påläng – miejscowość (småort) w Szwecji w gminie Sundsvall w regionie Västernorrland. Około 64 mieszkańców.